# Hiperderecho
Hiperderecho es una organización no gubernamental peruana sin fines de lucro dedicada a investigar, facilitar el entendimiento público y promover el respeto de los derechos y libertades en entornos digitales.
Desde el año 2012, ha realizado investigaciones, campañas de activismo y participado de distintos debates sobre políticas públicas en materia de tecnología en Perú como la reforma de la ley de delitos informáticos, la consulta pública sobre la ley de responsabilidad de intermediarios de Internet, la oposición al secretismo de la negociación del Acuerdo de Asociación Transpacífico, la Ley de protección del menor de contenidos pornográficos en Internet, la reforma de la Ley de Derechos de Autor, entre otros. Ha colaborado en diversas campañas con organizaciones internacionales como la Electronic Frontier Foundation, Privacy International, AccessNow.org, ONG Derechos Digitales, entre otras.
En el año 2014 ganó el Premio Nacional de Democracia Digital organizado por Democracia & Desarrollo Internacional en la categoría Sociedad Civil por haber desarrollado una aplicación web para acceder a los proyectos de ley presentados por el parlamento peruano. En el año 2019, obtuvo el primer lugar en el Concurso Nacional de Buenas Prácticas para enfrentar la Violencia contra las Mujeres y los Integrantes del Grupo Familiar otorgado por el Programa Nacional contra la Violencia Familiar y Sexual del Ministerio de la Mujer y Poblaciones Vulnerables de Perú por su proyecto “Tecnoresistencias.”

## Proyectos

### Proyectosdeley.pe
Proyectosdeley.pe es una heerramienta de transparencia que permite visualizar todos los proyectos de ley presentados en el Congreso peruano y buscar en ellos con actualización diaria respecto de la página del Congreso. Fue presentada en el año 2013 y funciona de forma autónoma haciendo web scrapping de la página web del Congreso de la República del Perú.

### Perú Leaks
Peruleaks es una plataforma independiente de denuncia ciudadana y transparencia, al servicio de la sociedad peruana para revelar información de interés público. Desarrollada por la Associated Whistleblowing Press y en colaboración con siete medios de comunicación como La República, Ojo Público y Utero.pe. Funciona utilizando tecnología de cifrado como PGP y navegación anónima como la red Tor.

### Pidela.info
Pidela.info es una aplicación web para el acceso a la información pública. Cumple dos funciones: permite a cualquier persona enviar una Solicitud de Acceso a la Información Pública legalmente válida a través de Internet; y, archiva y hace disponible a terceros las solicitudes y respuestas recibidas anteriormente.